# Garry Hart, Baron Hart of Chilton
Garry Hart, Baron Hart of Chilton (* 29. Juni 1940; † 3. August 2017) war ein britischer Labour-Politiker. Von 1998 bis 2007 war er Experte und dann persönlicher Berater des Lordkanzlers, zunächst von Lord Irvine of Lairg und dann von Lord Falconer of Thoroton.
Bevor er in den öffentlichen Dienst ging, war er erfolgreicher Notar, spezialisiert auf Planungsrecht (planning solicitor) zusammen mit Herbert Smith. Seine Ernennung war Gegenstand einiger Kontroversen, aber er gewann Ansehen wegen seines positiven Einflusses auf Lord Irvine und war auch eine Quelle guter Ratschläge für den späteren Lordkanzler Lord Falconer.
Am 4. Juni 2004 wurde er als Baron Hart of Chilton, of Chilton in the County of Suffolk, zum Life Peer erhoben.
Als Lord Falconer of Thoroton 2007 zurücktrat, legte auch Lord Hart of Chilton sein Amt nieder. Er hatte nach seiner Ernennung zum Life Peer noch nie im House of Lords gesprochen, da dies Interessenkonflikte mit seiner Regierungsrolle hätte auslösen können. 2007 jedoch nahm er die Gelegenheit wahr, eine Rede anlässlich der Thronrede der Queen zu halten.
Lord Hart of Chilton lebte in Chilton Hall in Suffolk mit seiner Frau und seinen zwei Kindern. Er war auch Pate von Tony Blairs Tochter Kathryn.